# Sent Clar (Òlt)
Sent Clar (en francès Saint-Clair) és un municipi francès situat al departament de l'Òlt i a la regió d'Occitània.

## Demografia
| 1962                                       | 1968 | 1975 | 1982 | 1990 | 1999 | 2007 |
| ------------------------------------------ | ---- | ---- | ---- | ---- | ---- | ---- |
| 172                                        | 189  | 145  | 133  | 119  | 132  | 151  |
| Des de 1962: població sense dobles comptes |      |      |      |      |      |      |

## Administració
| Període   | Identitat             | Partit |
| --------- | --------------------- | ------ |
| 1947-1953 | Jean-Baptiste Roubert |        |
| 1953-1995 | Fernand Manié         |        |
| 1995-     | André Manié           |        |